# 土門仁
土門 仁（どもん じん、1972年6月22日 - ）は、日本の男性声優。山形県出身。リル・ポータ所属。

## 経歴
青二塾東京校卒業。
以前は青二プロダクション、オフィスもり、メディアフォースに所属していた。

## 人物
妻は同じく声優の小桜エツコ。日本声優能力検定協会にて講師を担当している。
趣味はドライブ、野球。
資格は普通自動車免許、普通自動二輪免許。

## 出演

### テレビアニメ
1993年
- GS美神（村人）
- SLAM DUNK（男学生）

1995年
- キテレツ大百科（1995年 - 1996年、ハスキー犬、からくり署名人 他）
- ドラゴンボールZ（青年）

1996年
- ゲゲゲの鬼太郎（第4作）（1996年 - 1998年、泥妖怪、地狐、ヤンキー男、狸カメラマン 他）
- 地獄先生ぬ〜べ〜（山田英司、若い男、男、男子）
- 美少女戦士セーラームーンセーラースターズ（助監督）

1997年
- キューティーハニーF（パンサー手下、マネージャー、レポーター）

1998年
- まもって守護月天!（店員、ドア、ドライバー）
- 遊☆戯☆王（男生徒）
- ヨシモトムチッ子物語（メカシデムシミヤサコ）

1999年
- クレヨンしんちゃん（1999年 - 2013年、ヤスダ、医師）
- 週刊ストーリーランド（警官）
- ドラえもん（テレビ朝日版第1期）（サムライアリA）
- ONE PIECE（1999年 - 2024年、ラッキー・ルウ、メリー）

2000年
- 激動!歴史を変える男たち〜アニメ静岡県史〜（金子重輔、川路聖謨）
- サクラ大戦TV（兵士、客2）
- 週刊ストーリーランド（駅員、アベック男、乗客2、無線の声）
- 忍たま乱太郎（2000年 - 2025年、能勢久作〈2代目〉、智吉〈2代目〉 他）
- BRIGADOON まりんとメラン（スタッフ、隊員A）
- マシュランボー（黒熊カードリアン、バッタ兵）

2001年
- 仰天人間バトシーラー（スピンクス / コマ犬〈阿・吽〉）
- Z.O.E Dolores, i（第三のヤン）
- 逮捕しちゃうぞ SECOND SEASON（中原、作業員、ディレクター 他）
- テイルズ オブ エターニア THE ANIMATION（町の人A、従者、民兵A）
- FF：U 〜ファイナルファンタジー:アンリミテッド〜（ラジオの声）
- RUN=DIM（宮本）

2002年
- 王ドロボウJING
- 天使な小生意気（もしもし男、男子生徒、タコヤキ屋）

2003年
- グリーングリーン（一番星光）

2004年
- 巌窟王（リュシアン・ドプレー）

2005年
- 韋駄天翔（シン）
- トランスフォーマー ギャラクシーフォース（ニトロコンボイ）

2006年
- あさっての方向。（吉村功）
- おとぎ銃士 赤ずきん（コウモリナイトメアリアン）
- ケロロ軍曹（2006年 - 2011年、店主、青海苔ブルー、オタク、従業員、仲人、カントク）
- 恋する天使アンジェリーク〜心のめざめる時〜（男）
- BLOOD+（ヤーン）

2007年
- 風のスティグマ（不良）
- Devil May Cry（走り屋）
- ひとひら（和久井貞治）
- BLUE DROP 〜天使達の戯曲〜（ラジオ）
- ロケットガール（向井博幸）
- ロビーとケロビー（ドクターシュラ）

2008年
- CLANNAD 〜AFTER STORY〜（社員）
- 隠の王（灰狼衆）
- のらみみ（カッちゃん）
- BLEACH（銅虎陣内）
- モノクローム・ファクター（殺し屋）

2009年
- キディ・ガーランド（警備隊員A）
- シャングリ・ラ（男、メタルエイジ2、反対派1、炭素警察、研究員 他）
- 涼宮ハルヒの憂鬱（2009年版）（解説、ドワーフの男）
- スレイヤーズEVOLUTION-R（村人A）
- Phantom 〜Requiem for the Phantom〜（護衛）

2010年
- けいおん!!（司会者）

2011年
- 日常（紳士、片品、男子生徒、兵士4番、おじさん 他）
- 未来日記（2011年 - 2012年、火山高夫〈3rd〉、中塚、桜木刑事、高山刑事部長、板倉 他）
- 名探偵コナン（2011年 - 2024年、川口恭一郎、山根銀次、東尾謙吾、越元栄路、勝呂隆行、上湯鷹彦 他）

2012年
- ONE PIECE エピソードオブルフィ 〜ハンドアイランドの冒険〜（ラッキー・ルウ）

2013年
- 断裁分離のクライムエッジ（家臣）
- ONE PIECE エピソードオブメリー 〜もうひとりの仲間の物語〜（執事メリー）

2014年
- 東京ESP（虎田）

2017年
- ONE PIECE エピソードオブ東の海 〜ルフィと4人の仲間の大冒険!!〜（ラッキー・ルウ）

2021年
- BORUTO-ボルト- NARUTO NEXT GENERATIONS（アオサ）

2025年
- CITY THE ANIMATION（穂高、黒部宇奈月、左五朗、ジョンレノン）

### 劇場アニメ
- ウルトラマンカンパニー（1996年、子分）
- キューティーハニーF（1997年、パンサー手下）
- 劇場版 遊☆戯☆王（1999年、オペレーター）
- クレヨンしんちゃん 嵐を呼ぶジャングル（2000年、航海士C）
- ベクシル 2077日本鎖国（2007年、ゲイル）
- ONE PIECE FILM RED（2022年、ラッキー・ルウ[16]）

### OVA
1995年
- 人間革命（中道）

1997年
- 新・湘南爆走族（虎武羅）

1998年
- 新・湘南爆走族 荒くれナイト2（倉田慎）

2002年
- 戦闘妖精雪風（海図室オペレーター）

2006年
- Amazing Nuts! グローバルアストロライナー号（警官B）
- Amazing Nuts! Joe and Marilyn（ジョー）

2007年
- STRAIT JACKET（ジョージ・トムスン、魔族A、アナウンサー）

2009年
- SEX PISTOLS（熊樫照彦）

2010年
- ONE PIECE FILM STRONG WORLD EPISODE:0（メリー）

2018年
- 幽☆遊☆白書 TWO SHOTS（反吐鬼）

### ゲーム
1997年
- タクティカルファイター（山田卓司）
- ドラゴンナイト4（PS版：ピエール、パウエル、FX版：ラスカス）
- ラングリッサーIV（ナール）

1999年
- FAVORITE DEAR（ミカエル）
- ～アートカミオン～芸術伝（三郎）

2000年
- FAVORITE DEAR 純白の預言者（ミカエル）

2001年
- グリーングリーン（一番星光）
- メタルギアソリッド2

2002年
- ファーストKiss☆物語II 〜あなたがいるから〜（爺や）

2003年
- グリーングリーン 〜鐘ノ音ロマンティック〜（一番星光）
- グリーングリーン 〜鐘ノ音ダイナミック〜（一番星光）

2004年
- グリーングリーン2 恋のスペシャルサマー（一番星光）
- 夏音 -Overture-（月村奏）

2005年
- グリーングリーン3 ハローグッバイ（一番星光）
- 夏音 -Ring-（月村奏）
- ONE PIECE グラバト! RUSH（ラッキー・ルウ、チェス、ピクルス）

2006年
- 鐘ノ音ダイナティック （一番星光）
- 龍が如く2

2007年
- アガレスト戦記（ゼルヴァ）

2008年
- 神代學園幻光録 クル・ヌ・ギ・ア（宝生凱）
- ピヨたん 〜お屋敷潜入☆大作戦〜

2009年
- キラ☆キラ 〜Rock'n'RollShow〜（樫原祐司）

2010年
- ALAN WAKE（モット）
- 忍たま乱太郎 学年対抗戦パズル!の段（能勢久作）

2011年
- ONE PIECE ギガントバトル! 2 新世界（赤髪海賊団幹部）
- 日常〈宇宙人〉（司会）

2012年
- 未来日記 13人目の日記所有者 RE:WRITE（火山高夫）

2016年
- 忍たま乱太郎 ふっとびパズル!の段（能勢久作）

2017年
- 龍が如く 極2

### ドラマCD
- 学園創世 猫天!（九十九一首）
- 忍たま乱太郎 ドラマCD シリーズ（能勢久作）
  - 図書委員会の段
  - 二年生の段
  - い組の段〜下巻〜
- 花のあすか組! ドラマCD外伝（暴力団）
- 半分の月がのぼる空 VOL.1（同僚）
- 方言男子★寮生活はグルメパーティ!（山形）
- まろまゆ（司会）

#### BLCD
- THE DARK BLUE
- 是 -ZE- 2 玄間&氷見篇（生井）
- 空に響くは竜の歌声（バイハン、兵士A、大臣）
- タクミくんシリーズ 恋文（級友1）
- 不夜城のダンディズム（店員、ホスト）
- 不埒なモンタージュ（担任、男）
- 妖魔の封印 第1巻〜双眼の奇跡の章〜（カザーラ）
- 恋愛至難!（社員1）

### 吹き替え

#### 映画
- 死の森
- 破壊神
- ふたりのロッテ
- リリス

#### ドラマ
- 素晴らしき日々
- ONE PIECE（2023年、ラッキー・ルウ、メリー）

### ラジオ
- ラジオドラマ・エメラルドドラゴン（男龍、魔兵）
- インターネットラジオ 漢組! シリーズ
  - 緒方vs土門 TASOGAREミ☆漢組!（2クール）
  - 緒方vs土門 KIRAMEKIミ☆漢組!（2クール）
  - 緒方vs土門 UKIUKIミ☆漢組! シリーズ（2年間）
  - 緒方vs土門 MOEMOE 漢組! シリーズ（2年間）

### CD
- インターネットラジオ 漢組! シリーズ ラジオCD（CD版、PC版）
- ツインビーPARADISE（ナッツ先生）

### テレビドラマ
- ヘヴンズ・ロック 〜Heaven's Rock〜（2010年7月 - 9月、関西テレビ） - ナレーション